# Louise Marmont
Louise Marmont (n. 22 mai 1967, Jönköping, Comitatul Jönköping, Suedia) este o jucătoare de curl ce a reprezentat Suedia, medaliată olimpică. A participat la 2 ediții ale Jocurilor Olimpice (1998, 2002) în care a câștigat o medalie de bronz.